# Růžďka
Růžďka je obec v okrese Vsetín ve Zlínském kraji, 6 km severně od Vsetína. Žije zde 901 obyvatel. Obcí protéká potok Růžďka.

## Název
Jméno vesnice bylo odvozeno od osobního jména, které znělo buď Rozžďa nebo Róžďa nebo Roždie, a znamenalo "Rozžďova/Róžďova/Rožďova ves". V průběhu dějin bylo všelijak komoleno (Ruožsta, Rouščka, Roustka, Roužska, Hruždka, Hruška, Roučka).

## Historie
O Růžďce, která patří k nejstarším obcím vsetínského panství, existuje první zmínka k 24. červnu 1505 (Ruozdczka). Tehdy byla do zemských desk v Olomouci zapsána smlouva, která je prvním svědectvím o přináležitosti obce k vsetínskému panství. K němu přináležela až do roku 1848. V polovině 17. století se od Růžďky oddělila obec Bystřička.

## Kulturní památky
- Kostel sv. Bartoloměje z roku 1807
- Evangelický kostel z roku 1873
- Pomník evangelíků zavražděných roku 1777
- Pomník padlých v 1. světové válce z roku 1928
- Pomník obětí 2. světové války z roku 1948

## Významní rodáci
- Jan Maniš (1746–1781), evangelický kněz
- Bartoš Vlček (1897–1926), básník wolkerovské generace
- Mečislav Borák (1945–2017), profesor historie
- Oskar Josef Odstrčil (1891–1951), evangelický duchovní, knihovník a spisovatel

## Fotogalerie

Růžďka
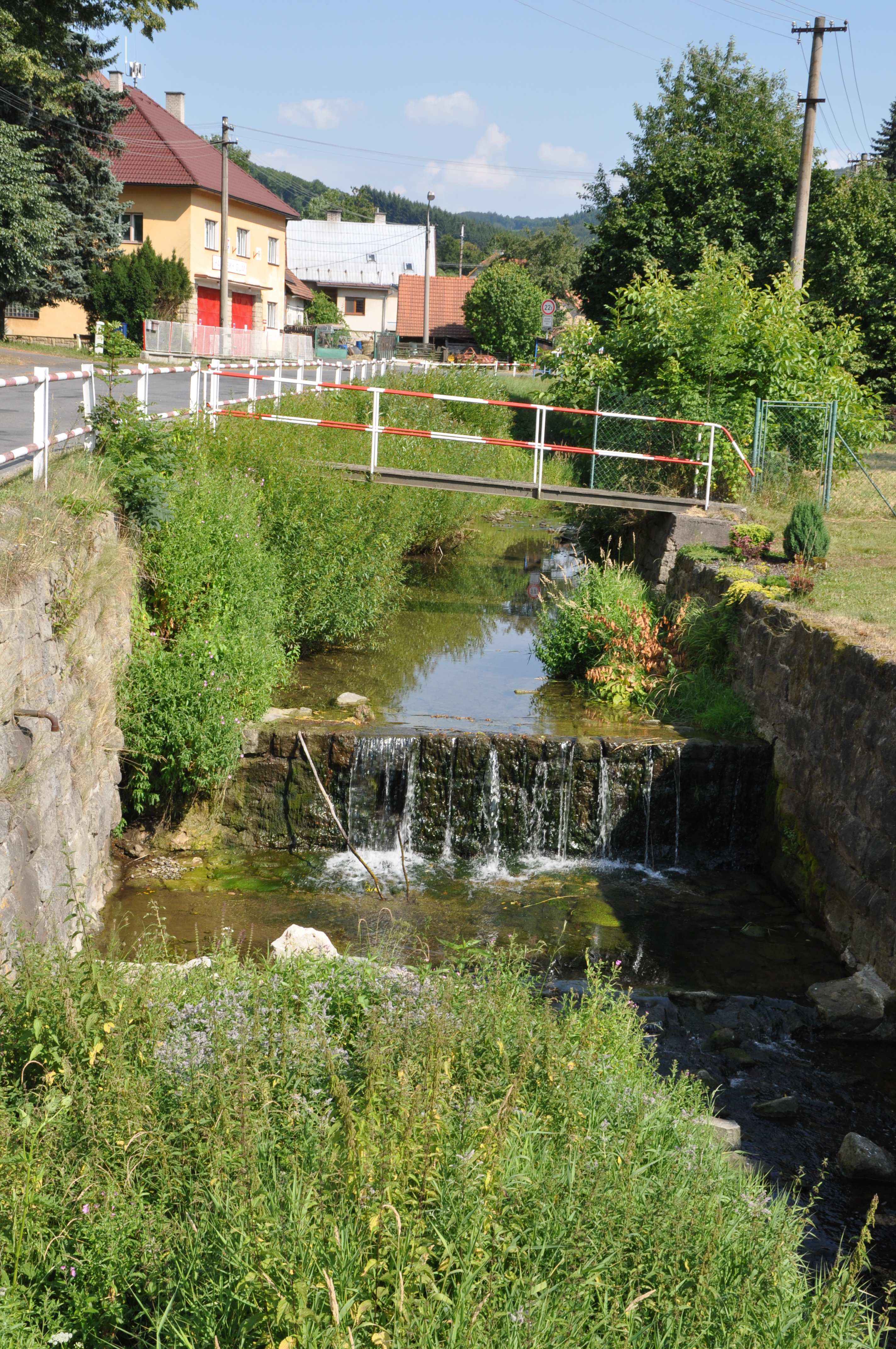
Potok
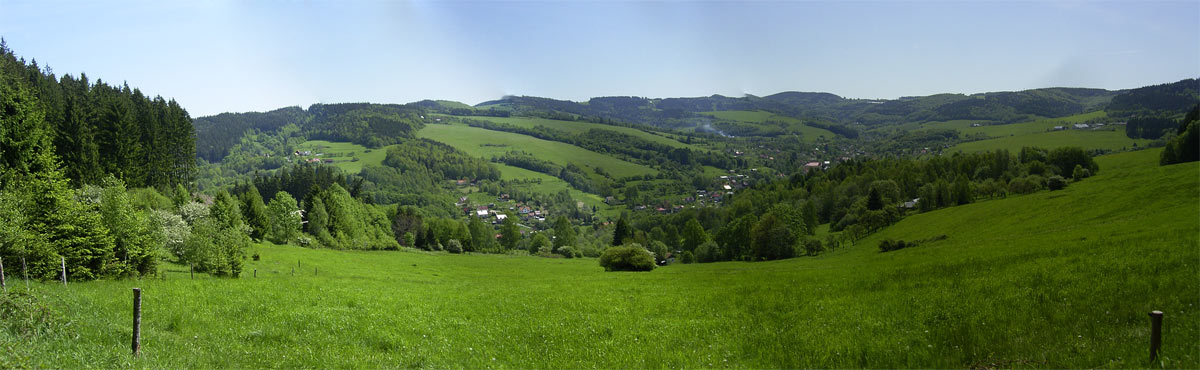
Panorama
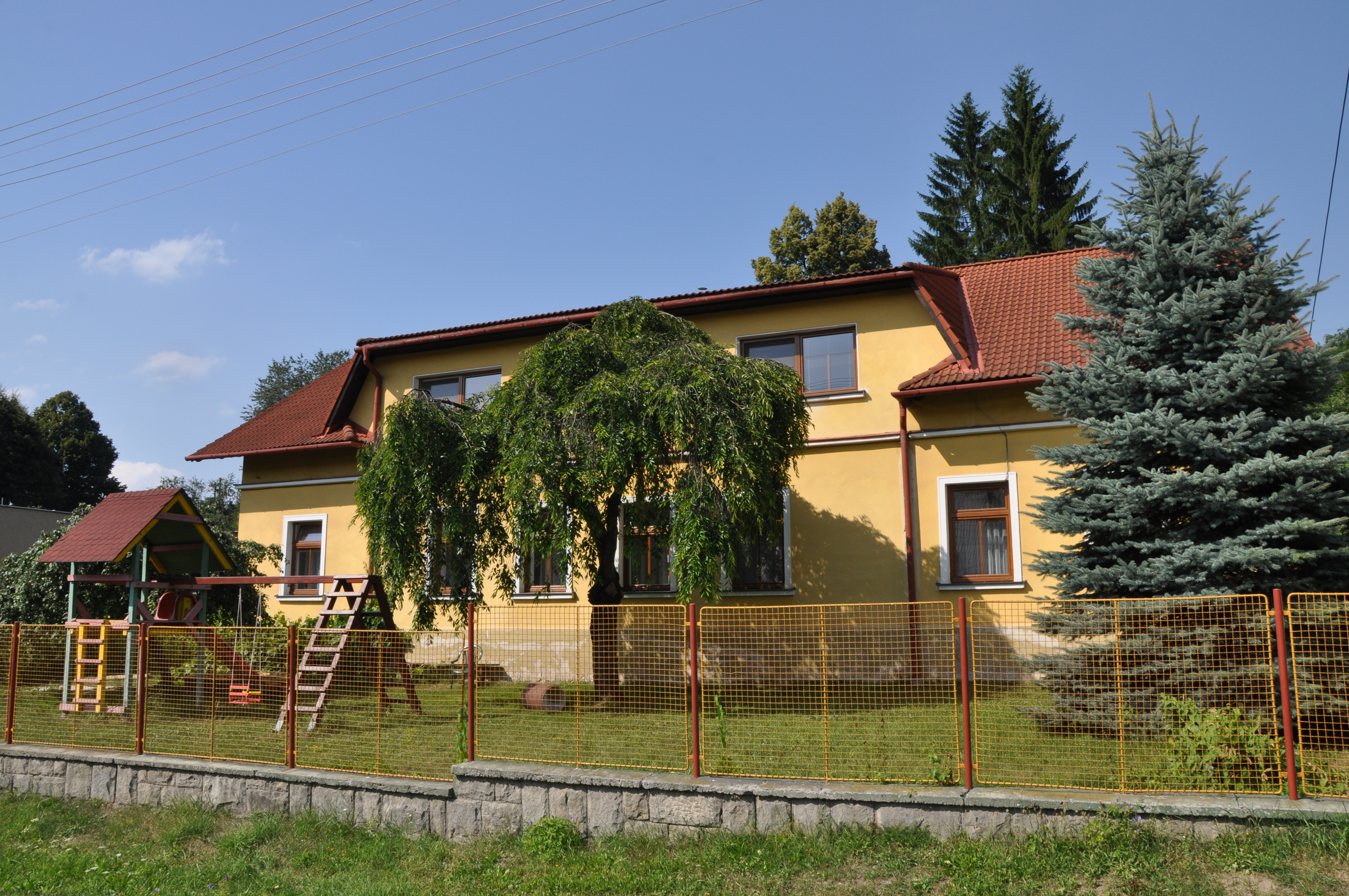
Fara
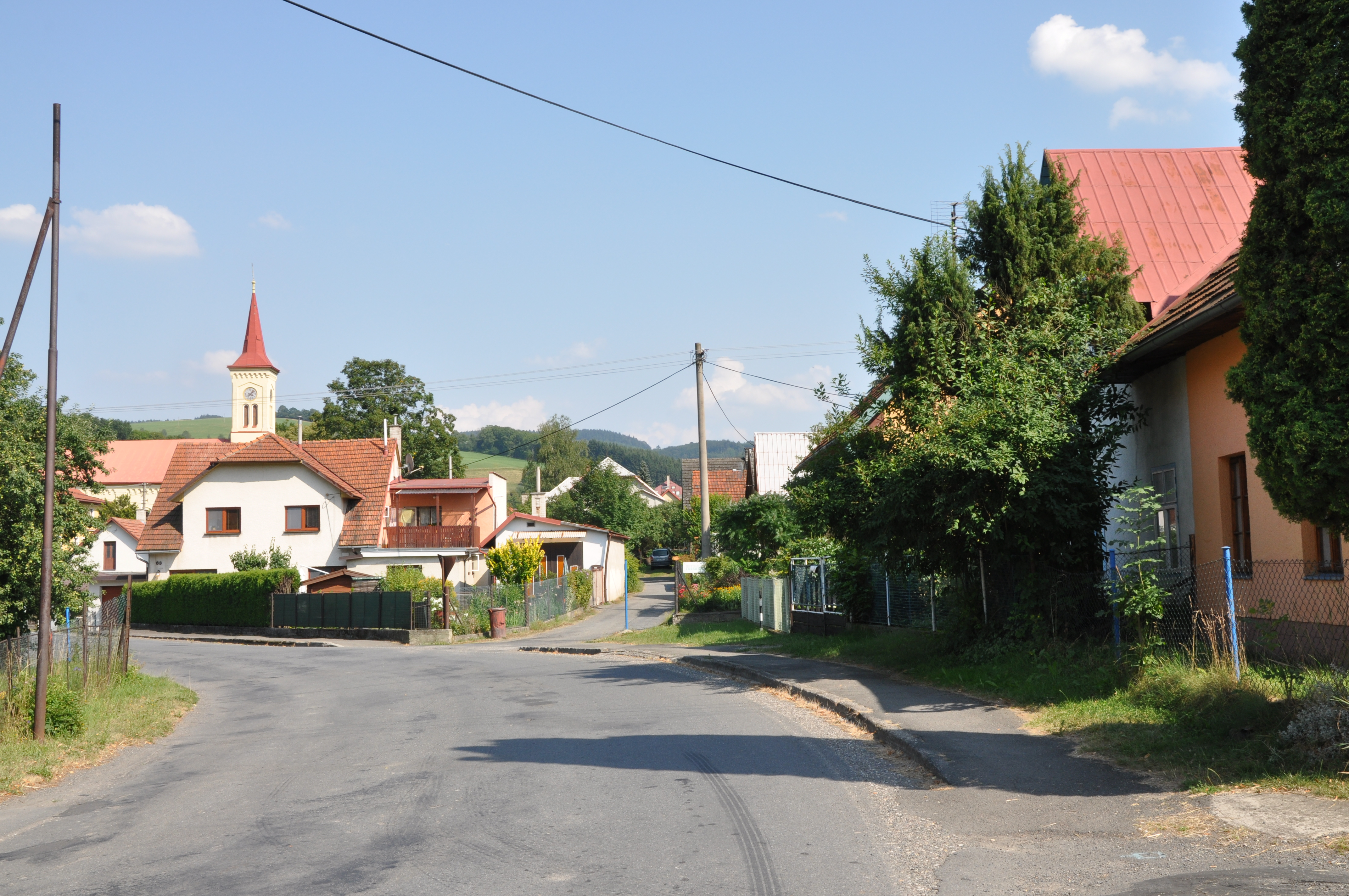